# Artur Văitoianu

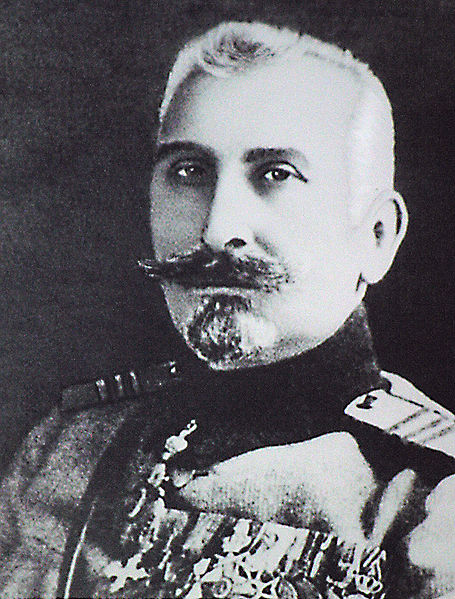
Artur Văitoianu

Artur Văitoianu (* 14. April 1864 in Izmail; † 17. Juni 1956 in Bukarest) auch Arthur Văitoianu, war ein rumänischer General, Politiker und  Ministerpräsident des Landes.

## Leben
Der Sohn des deutschen Weithoffer Văitoianu wurde in Bessarabiens geboren. Er absolvierte die Militärschule und die Artillerie- und Ingenieurschule in Bukarest. Im Ersten Weltkrieg wurde Văitoianu 1915 zum Brigadegeneral ernannt. Vom 27. November 1917 bis 1. Juni 1918 war er Befehlshaber des 2. Armeekorps.
Nach dem Krieg fungierte er in mehreren politischen Ämtern. Văitoianu war unter anderem Innenminister (1918, 1919, 1922–23), kommissarischer Justizminister (1918), Kriegsminister (1918–1919), kommissarischer Außenminister (1919), Senator (ab 1925) sowie vom 17. September 1919 bis 30. November 1919 Ministerpräsident des Landes. Von 1938 bis 1940 war er Mitglied des Kronrats. Nach dem Zweiten Weltkrieg wurde Văitoianu verhaftet und 1947 in Sighet inhaftiert. Er starb im Alter von 92 Jahren in Bukarest.